# Florence Henri
Florence Henri, född 1893 i New York, död 1982, var en fransk målare och fotograf.
Henri studerade måleri i Berlin och München 1918–1924 och vid Académie Moderne i Paris 1925–1926. Hon studerade fotografi vid Bauhaus 1927, och öppnade därefter fotoateljé i Paris. Bland hennes motiv märks framför allt porträtt och avantgardistiska stilleben. Hon återupptog sitt måleri 1945.